# Lennart Geijer
Johan Lennart Geijer (født 14. september 1909 i Ystad, død 16. juni 1999 i Stockholm) var Sveriges justitsminister i Olof Palmes regering fra 1969 til 1976.
Han har givet navn til den såkaldte Geijer-affære.